# Holjapyx insiccatus
Holjapyx insiccatus är en urinsektsart som beskrevs av Smith 1959. Holjapyx insiccatus ingår i släktet Holjapyx och familjen Japygidae. Inga underarter finns listade i Catalogue of Life.